# فتح‌الله مین‌باشیان
فتح‌الله مین‌باشیان (زاده ۱۲۹۴ در تهران – درگذشته ۵ تیر ۱۳۸۶ در پاریس) ارتشبد و فرمانده نیروی زمینی شاهنشاهی ایران از ۱۳۴۷ تا آبان ۱۳۵۱ بود.
او در سه زمینه ورزش، موسیقی و سپاهی‌گری از افراد نامدار بود. پاره‌ای او را یکی از نزدیک‌ترین افسران به محمدرضا پهلوی می‌دانند، و عده‌ای دیگر بر این باورند که از اعتماد شاه برخوردار نبود.

## خانواده
پدر او نصرالله مین‌باشیان (نصرالسلطان) از موسیقی‌دانان معروف عصر قاجار و پدربزرگش غلامرضا مین‌باشیان سازنده نخستین سرود ملی ایران پس از مشروطه بود. برادر ارتشبد مین‌باشیان که نام خود را به پهلبد تغییر داد بود، با شمس پهلوی، خواهر محمدرضا پهلوی پادشاه پیشین ایران، ازدواج کرده بود.

## فعالیت‌های ورزشی
تیمسار مین‌باشیان دروازه‌بان تیم ملی و تیم فوتبال تاج (استقلال امروزی) بود. وی بازیکن تیم سرباز نیز بود و توانست به همراه این تیم قهرمان جام باشگاه‌های تهران در سال ۱۳۲۵ شود. وی به دلیل درگیری‌های جنگ جهانی دوم اجازه خروج از کشور برای شرکت در نخستین بازی تیم ملی فوتبال ایران در افغانستان را نیافت.

## درگذشت
فتح‌الله مین‌باشیان در ۵ تیرماه ۱۳۸۶ (۲۶ ژوئن سال ۲۰۰۷ میلادی) در سن ۹۲ سالگی در پاریس درگذشت.